# M2M
M2M là một nhóm nhạc nữ phong cách pop đến từ Na Uy gồm hai thành viên Marion Raven và Marit Larsen. Họ đã phát hành 3 album với hãng đĩa Atlantic Records và Warner Music: 2 album phòng thu Shades of Purple, The Big Room và tuyển tập The Day You Went Away: The Best of M2M. Nhóm tan rã vào năm 2002. Năm 2024, nhóm tuyên bố tái hợp sau 22 năm tách ra solo và ra album mới năm 2025.

## Tuổi thơ và sự khởi đầu
Marit Larsen và Marion Raven cùng sinh ra tại Lørenskog, một thị trấn nhỏ ở Na Uy. Hai người biết nhau lần đầu năm 1990, khi họ mới 6 và 7 tuổi, và kể từ đó, hai người đã nhận ra họ có nhiều điểm chung, đặc biệt là cùng yêu âm nhạc và cùng có giọng hát rất hay. Lớn lên một chút, Marit và Marion càng trở nên thân thiết như hai chị em và năm 8 và 9 tuổi, họ phát hành album đầu tiên mang tên Synger Kjente Barnesanger tại Na Uy, gồm những bài hát dành cho trẻ em. Album không những nhanh chóng kiếm được cảm tình của khán giả và gây ngạc nhiên cho người nghe, mà còn mang lại cho nhóm một đề cử giải Spellemannprisen (được xem là giải Grammy của Na Uy). Sau thành công đó, Marit và Marion bắt đầu viết những ca khúc nhạc pop cho sự nghiệp của mình.

## Sự nghiệp thế giới

### 1999–2000:Shades of Purple
Năm 13 tuổi, Marion đã sáng tác bài hát đầu tiên, "Girl in Your Dreams". Sau khi được nghe những giai điệu và lời ca của bài hát này, hãng thu âm Atlantic Records đã quyết định ký hợp đồng với hai người. Lúc đầu, họ muốn đặt tên nhóm là M&M, kết hợp hai chữ cái đầu của tên họ, thế nhưng nó lại trùng với một hãng kẹo (M&M's) và rapper nổi tiếng Eminem. Cuối cùng, sau khi hỏi ý kiến của người hâm mộ trên Internet, hai cô gái quyết định chọn M2M (Marion & Marit) là cái tên sẽ gắn bó với sự nghiệp của mình.
Bộ đôi xuất hiện lần đầu trước công chúng với đĩa đơn đầu tiên, "Don't Say You Love Me", phát hành năm 1999 và đã cũng là đĩa đơn đầu tiên từ nhạc phim của bộ phim Pokémon: The First Movie. Bộ phim đã giúp bài hát thành công trên toàn thế giới, lọt vào top 20 ở rất nhiều quốc gia như México, Brasil, Chile, Canada, Ireland, Vương quốc Anh và Hà Lan, đồng thời đạt chứng nhận vàng ở Úc và New Zealand. Đĩa đơn cũng đạt vị trí thứ 5 trên Billboard Hot 100 Singles Sales và 21 trên Hot 100. Tháng 3 năm 2000, họ đã phát hành album phòng thu đầu tiên, Shades of Purple năm 2000, xuất hiện với vị trí số 1 ở nhiều nước châu Á, 89 trên Billboard 200 và lọt vào Top 40 ở hầu hết các nước khác.
4 đĩa đơn nữa từ album đã được phát hành: "Mirror Mirror", "The Day You Went Away", "Pretty Boy" và "Everything You Do". Các ca khúc này đều đặc biệt thành công ở châu Á, đưa M2M nhanh chóng trở thành ban nhạc được yêu thích trên toàn thế giới với những chuyến lưu diễn lớn. Đến tháng 4 năm 2000, Marit và Marion phải dừng các chuyến lưu diễn của mình để quay về quê nhà để tiếp tục công việc học tập của mình.

### 2002:The Big Roomvà sự tan rã
Năm 2002, bộ đôi trở lại với sự trưởng thành hơn, ít chất pop với album thứ hai, The Big Room. Trong 2 năm, giọng ca của họ đã có thay đổi, đặc biệt là Raven (hay chính xác hơn là từ album Shades of Purple phiên bản châu Á bằng Acoustic với 3 bài hát). Đĩa đơn đầu tiên từ album là "Everything" và sau đó là "What You Do About Me". Họ đã không ra đĩa đơn thứ ba, cho dù "Don't" đã phát hành ở Hoa Kỳ và trên radio các nước Mỹ Latinh, và "Wanna Be Where You Are" đã phát hành ở Philippines. Album không đạt được thành công như album trước ở thị trường Mỹ, thậm chí là thất bại thảm hại về doanh thu ở đây; tuy nhiên, nó vẫn đạt rất thành công ở thị trường châu Á và đạt đến chứng nhận 5× Bạch kim ở Philippines.
Trong quá trình quảng cáo cho album, họ đã có mặt trên các kênh truyền hình năm đó, ví dụ như xuất hiện trong tập thứ 100 của chương trình truyền hình Dawson's Creek trên kênh WB Hoa Kỳ. Năm đó, họ cũng tham gia vào Pantene Pro-Voice concert series đã được phát sóng trên MuchMusic của Canada và biểu diễn trong một buổi hoà nhạc của Disney Channel với ban nhạc nước Anh BBMak. (2000)
Trong khi đang lưu diễn với ca sĩ Jewel trong năm đó, M2M bị hãng Atlantic bỏ rơi với lý do là doanh thu bán ra không đủ. Dù họ là nhóm nhạc nữ nổi tiếng nhất Na Uy, nhóm nhạc thành công nhất và nghệ sĩ trẻ nhất có được một sự nghiệp quốc tế sau a-ha, nhưng cuối cùng bộ đôi cũng tan rã tháng 9 năm đó. Hiện nay họ là những ca sĩ hát đơn với tên riêng của họ.

## Danh sách đĩa nhạc

### Album phòng thu
| Năm                                                                              | Chi tiết album | Vị trí xếp hạng | Vị trí xếp hạng | Vị trí xếp hạng | Doanh số                              | Chứng nhận                                           |
| Năm                                                                              | Chi tiết album | US              | AUS             | NOR             | Doanh số                              | Chứng nhận                                           |
| -------------------------------------------------------------------------------- | --- | --------------- | --------------- | --------------- | ------------------------------------- | ---------------------------------------------------- |
| 2000                                                                             | Shades of Purple - Album phòng thu đầu tiên - Phát hành: 7 tháng 3 năm 2000 - Hãng đĩa: Atlantic                  | 89              | —               | 7               | - Hoa Kỳ: 800.000 - Thế giới: 5 triệu | - RIAA: Vàng - IFPI: Vàng - PARI: 4× Bạch kim        |
| 2002                                                                             | The Big Room - Album phòng thu thứ hai - Phát hành: 5 tháng 3 năm 2002 - Hãng đĩa: Atlantic                       | —               | 98              | 16              |                                       | - IFPI: 2× Bạch kim - PARI: 3× Bạch kim - AMPF: Vàng |
| 2003                                                                             | The Day You Went Away: The Best of M2M - Album Greatest hits - Phát hành: 8 tháng 7 năm 2003 - Hãng đĩa: Atlantic | —               | —               | —               |                                       |                                                      |
| "—" nghĩa là không được phát hành ở quốc gia đó hoặc không lọt vào bảng xếp hạng | |                 |                 |                 |                                       |                                                      |

### Đĩa đơn
| 1999                                                                                   | "Don't Say You Love Me"  | 21 | 12 | 10 | 16 | 2 | 4  | 4  | 16 | - US: Vàng - AUS: Vàng - NZ: Vàng | Shades of Purple |
| 2000                                                                                   | "Mirror Mirror"          | 62 | 13 | —  | —  | — | 30 | —  | —  | - US: Vàng                        | Shades of Purple |
| 2000                                                                                   | "The Day You Went Away"  | —  | —  | —  | —  | — | —  | —  | —  |                                   | Shades of Purple |
| 2000                                                                                   | "Pretty Boy"             | —  | —  | —  | —  | — | —  | —  | —  |                                   | Shades of Purple |
| 2000                                                                                   | "Everything You Do"      | —  | —  | —  | —  | — | —  | —  | —  |                                   | Shades of Purple |
| 2000                                                                                   | "Girl in Your Dreams"    | —  | —  | —  | —  | — | —  | —  | —  |                                   | Shades of Purple |
| 2002                                                                                   | "Everything"             | —  | —  | —  | —  | 6 | 27 | 44 | —  |                                   | The Big Room     |
| 2002                                                                                   | "What You Do About Me"   | —  | —  | —  | —  | — | 46 | —  | —  |                                   | The Big Room     |
| 2002                                                                                   | "Wanna Be Where You Are" | —  | —  | —  | —  | — | —  | —  | —  |                                   | The Big Room     |
| "—" nghĩa là không lọt được vào bảng xếp hạng hoặc không được phát hành ở quốc gia đó. |                          |    |    |    |    |   |    |    |    |                                   |                  |

### Giải thưởng và đề cử
- M2M đã được đề cử hạng mục "Ca khúc xuất sắc nhất" và đoạt giải thưởng danh giá "Nhóm nhạc Na Uy xuất sắc nhất" tại Norway's HitAwards 2000.
- Tháng 6 năm 2000, M2M đã được coi là "Tài năng mới phát hiện của năm" bởi công ty Singapore Radio.[24]
- M2M đã được đề cử "Nhóm nhạc xuất sắc nhất" tại giải Spellemannprisens năm 2001.
- M2M đã được đề cử "Thể hiện nhạc pop xuất sắc nhất " tại giải thưởng âm nhạc năm 2002 của MTV châu Á.